# Tuber mesentericum
Il Tuber mesentericum Vittad. è un tartufo nero ordinario anche conosciuto come tartufo nero ordinario o tartufo di Bagnoli Irpino.

## Caratteristiche

### Forma e colore
Di forma globosa ed abbastanza regolare, presenta una depressione basale caratteristica. Il colore del peridio è nero o brunastro con verruche molto più piccole del Tuber Aestivum. La polpa è di colore giallastro, marrone o grigio-bruno con venature chiare e andamento a labirinto.

### Profumo e sapore
Il profumo è caratteristico e molto intenso ed ottimo per insaporire il cibo, si gratta sul cibo e si mangia esclusivamente crudo

### Piante simbiontiche ed ambiente
Ambiente: generalmente vive su terreni ricchi di calcare. In simbiosi con  carpino, faggio, acero. La caratteristica depressione e il particolare aroma intenso lo rendono facilmente riconoscibile.

### Periodo di maturazione/raccolta
In Italia è consentita la raccolta dal 1º settembre al 31 gennaio.

## Commestibilità
Ottima, per insaporire i cibi da grattare o mangiare esclusivamente da crudo.